# Orden del León de Finlandia
La Orden del León de Finlandia (en finés: Suomen Leijonan ritarikunta; en sueco: Finlands Lejons orden) es una de las tres órdenes de Finlandia, junto con la Orden de la Cruz de la Libertad y la Orden de la Rosa Blanca. El presidente de la República de Finlandia ostenta el cargo de Gran Maestre de las tres órdenes. Las órdenes son administradas por juntas compuestas por un canciller, un vicerrector y al menos cuatro miembros. Las órdenes de la Rosa Blanca y del León de Finlandia tienen una junta conjunta.

## Historia
Se estableció el 11 de septiembre de 1942 bajo el mandato de Risto Heikki Ryti a instancias del mariscal Carl Gustaf Emil Mannerheim en un esfuerzo por preservar el prestigio de la Orden de la Rosa Blanca de Finlandia, que podría verse disminuido al ser concedido con demasiada frecuencia, y para facilitar la adjudicación de honores por varios tipos de mérito. El León de Finlandia se otorga por mérito civil y militar. La cinta para todas las clases de insignias es de color rojo oscuro.